# Concordia Piotrków Trybunalski
Concordia Piotrków Trybunalski is een voetbalclub uit de stad Piotrków Trybunalski in Polen. Op vijf clubs na is het de oudste club van Polen. De clubkleuren van Concordia zijn rood-wit-rood.